# دینو مرلین
دینو مرلین (به انگلیسی: Dino Merlin) (زاده ۱۲ سپتامبر ۱۹۶۲) خواننده اهل بوسنی و هرزگوین است.
او در مسابقه آواز یوروویژن ۱۹۹۹ و مسابقه آواز یوروویژن ۲۰۱۱ نماینده بوسنی و هرزگوین بود.